# Třídní kniha
Třídní kniha je školní tiskopis (formulář), do kterého se zapisuje seznam žáků v dané třídě, počty omluvených a neomluvených hodin každého žáka a další náležitosti. Během celého školního roku do třídní knihy zapisují učitelé probíranou látkou v daném předmětu.

## Části třídní knihy
Třídní knihu lze rozdělit do pěti hlavních částí:
- Seznam povinných a nepovinných předmětů – na listu seznamu se uvádí také zkratka předmětu, podpis vyučujícího a údaj odkdy předmět vyučuje.
- Hospitace a inspekce ve třídě – datum, podpis a předmět, ve kterém došlo k hospitaci nebo inspekci.
- Seznam žáků – zda denně dojíždí do školy, čím a kdy. Počet zameškaných hodin v jednotlivých týdnech obou pololetí včetně celkového součtu a počtu neomluvených hodin, seznamu nepovinných předmětů a rozdělení do skupin.
- Denní záznamy o výuce – den v týdnu, pořadová hodina, počet odučených hodin, probírané učivo a podpis vyučujícího. Uvádí se zde také týden, měsíc, rok a pořádková služba. Součástí každého dne je také absence jednotlivých žáků včetně záznamu o tom, kterou vyučovací hodinu daný žák chyběl a důvod absence. Do poznámky se uvádí suplování, návštěvy apod.
- List se zasedacím pořádkem a rozvrhem hodin.